# 多布扎尼

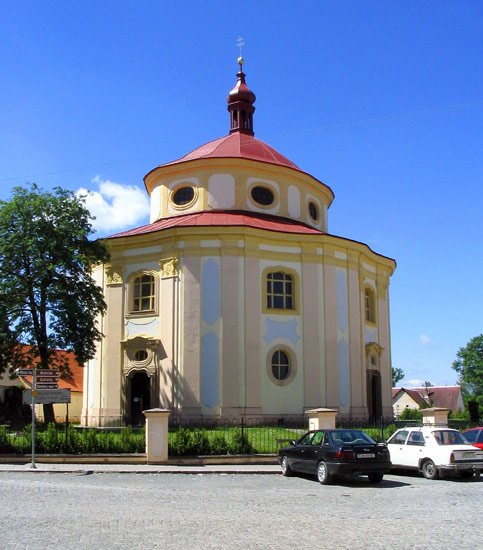

多布扎尼是捷克的城鎮，位於該國西部拉德布扎河畔，距離首府皮爾森5公里，由比爾森州負責管轄，面積35.31平方公里，海拔高度352米，2005年人口5,887。